# Брауліо Луна
Брауліо Луна (ісп. Braulio Luna, нар. 8 вересня 1974, Мехіко) — мексиканський футболіст, що грав на позиції півзахисника. По завершенні ігрової кар'єри — тренер. З 2015 року очолює тренерський штаб команди «Сан-Луїс».
Виступав, зокрема, за клуб «УНАМ Пумас», а також національну збірну Мексики.
Чемпіон Мексики. 

## Клубна кар'єра
У дорослому футболі дебютував 1993 року виступами за команду клубу «УНАМ Пумас», в якій провів п'ять сезонів, взявши участь у 122 матчах чемпіонату.  Більшість часу, проведеного у складі «УНАМ Пумас», був основним гравцем команди.
Згодом з 1998 по 2014 рік грав у складі команд клубів «Америка», «Некакса», «Веракрус», «Сан-Луїс», «Пачука», «Естудіантес Текос» та «Крус Асуль».
Завершив професійну ігрову кар'єру у клубі «Сан-Луїс», у складі якого вже виступав раніше. Прийшов до команди 2014 року, захищав її кольори до припинення виступів на професійному рівні у 2014.

## Виступи за збірну
1997 року дебютував в офіційних матчах у складі національної збірної Мексики. Протягом кар'єри у національній команді, яка тривала 7 років, провів у формі головної команди країни 21 матч, забивши 1 гол.
У складі збірної був учасником розіграшу Кубка конфедерацій 1997 року у Саудівській Аравії, чемпіонату світу 1998 року у Франції, розіграшу Золотого кубка КОНКАКАФ 1998 року у США, здобувши того року титул континентального чемпіона, чемпіонату світу 2002 року в Японії і Південній Кореї.

## Кар'єра тренера
Розпочав тренерську кар'єру невдовзі по завершенні кар'єри гравця, 2015 року, очоливши тренерський штаб клубу «Сан-Луїс». Наразі досвід тренерської роботи обмежується цим клубом, в якому Брауліо Луна працює і досі.

## Титули і досягнення
- Чемпіон Мексики (1):
- Срібний призер Панамериканських ігор: 1995
- Переможець Золотого кубка КОНКАКАФ: 1998
- Володар Кубка гігантів КОНКАКАФ: 2003